# Щецин-Центральное-кладбище
«Щецин-Центральное-кладбище» — планируемая пассажирская станция Щецинской метрополийной электрички. Она будет расположена в округу Тужин недалеко от Центрального кладбища, по котором и получит своё название. Открытие станции запланировано на 2022 год.

## Проектирование
В рамках проекта Щецинской метрополийной электрички планируется строительство на станции двух платформ и стоянок для автомобилей и велосипедов.